# 北の海
『北の海』（きたのうみ）は、井上靖の長編小説。1968年12月から1969年11月まで『東京新聞』などに連載された。
『しろばんば』『夏草冬濤』に続く自伝小説、私小説3部作の3作目にあたる。

## あらすじ
沼津中学（のちの静岡県立沼津東高等学校）を卒業し、浪人生活を送っている洪作（モデルは作者である井上靖自身）。
勉強もせず、ぶらぶらしながら母校沼津中学で現役の5年生や4年生、留年生達に交じって柔道をやっていた。そこにある日、第四高等学校（のちの金沢大学）の柔道部員・蓮実という小柄な青年がスカウトにやってくる。
練習で蓮実に対した洪作は投技で圧倒するが、いつの間にか寝技に引きずり込まれて散々やられてしまう。これこそいわゆる寝技に特化し、当時寝技技術最高峰を誇った高専柔道であった。あまりの蓮実の寝技の強さに愕然とする洪作。
その夜、蓮実と食事に行った洪作は蓮実の言う「練習量がすべてを決定する柔道」「それこそが寝技なんです」「金沢で浪人しながら練習してうちの柔道部に入ってください」という言葉に惹かれ、浪人生の身でありながら四高の柔道部夏合宿に参加する。
そこに待っていたのは、勉学を放擲し、宿敵の第六高等学校（のちの岡山大学）を破って高専柔道大会で優勝するためだけにひたすら寝技の練習に打ち込む、あまりに魅力的な四高柔道部の青年たちであった。
夏合宿が終わり、沼津に帰る頃、すでに洪作は、いつか四高に入学し、柔道をやるのだと決意していた。

## 登場人物
洪作
井上靖がモデル。苗字は伊上。旧制沼津中学を5年で卒業（当時の旧制中学校は5年制だった）後、「ごくらくとんぼ」と呼ばれながら母校の柔道部に顔を出して下級生達と柔道の練習をしながらぶらぶらしている。背負い投げが得意。
蓮実
四高柔道部の小柄な2年生。中学四年修了で高校に合格した秀才。洪作をスカウトした。貧相な体で柔道とは無縁な青年に見えるが、寝技に関しては強く、遠山も洪作も歯が立たなかった。
大天井
金沢で何年も浪人生活を送りながら四高柔道部を目指している豪傑。かなり年齢がいっているが作品中では何歳かわからない。大柄で、天狗の風格を持ち、南、宮関と並んで柔道がとてつもなく強いとされている。3人のうちで誰が一番強いかは誰にも分からないが、南と宮関は立ち技だけなのに対して、大天井は寝技もできた。浪人生のくせに四高の学生を呼び捨てにし、四高の学生は逆に「大天井さん」とさん付けで呼んでいる。呑気な性格であるため、そのうち四高に合格できればいいと考えており、あまり勉強は捗っていないようである。モデルは四高には入学できず、のちに四高柔道教師、名古屋大学柔道部師範を務めた小坂光之介。
鳶
四高柔道部の1年生。本名は鳶永太郎。気が強く、寝技で抑え込まれると相手を噛む。四高に入ってから、柔道をやり始めたが、そうした連中の中では杉戸と並んで目立っており、その闘志から将来を嘱望されていた。本作においては、鳶と大天井の浜辺での格闘が印象的な場面であり、実力では圧倒的に上であるはずの大天井を押さえ込むことに成功した。
杉戸
四高柔道部の1年生。洪作は金沢滞在中、杉戸の下宿に世話になる。身なりは汚く、柔道ばかりやっているが、実はかつて四高にトップで合格した秀才だった。四高に入ってから柔道を始めたが、粘り強さに関しては他の部員の及ぶところではなかったため、鳶と同様に将来を嘱望されていた。
富野
四高柔道部の3年生。前主将で高専大会では有名選手。洪作はこの富野に熱心に誘われ四高を目指すことを決意する。
権藤
四高柔道部の2年生。鬼マネージャー。柔道は弱いが練習には厳しい。練習が休みの日も道場へ行って座禅を組んでいる。洪作を兼六園に連れて行かなかった杉戸に対して怒るなど優しさもある。
南
四高柔道部の1年生。金剛力士を思わせる体格をしており、ろくに練習をしないで柔道2段とることから立ち技の天才と言われている。親戚に不幸があると言って練習をサボろうとしたため、権藤から十人掛けを命じられる。洪作は1人目の相手をしたがすぐに投げられた。立ち技は底知れなく強いが、立ち技を捨てることができないため、寝技はできない。
宮関
四高柔道部の1年生。南と並んで強豪とされており、体格はずば抜けている。南と同様立ち技はできるが、寝技はできないため、2年生との試合では実力を半分も発揮出来なかった。

## エピソード
この作品は現在でも、高専柔道を受け継ぐ旧帝大柔道部員や各大学柔道部員の「バイブル」として愛読されている。また、当時のエリートでありながらバンカラで自由奔放な旧制高校の雰囲気も活写されており、題名の「北の海」は作中、1年生柔道部員の鳶や杉戸が歌う四高寮歌の歌詞から来ていると思われる。